# کمپین ریاست‌جمهوری تولسی گبرد (۲۰۲۰)

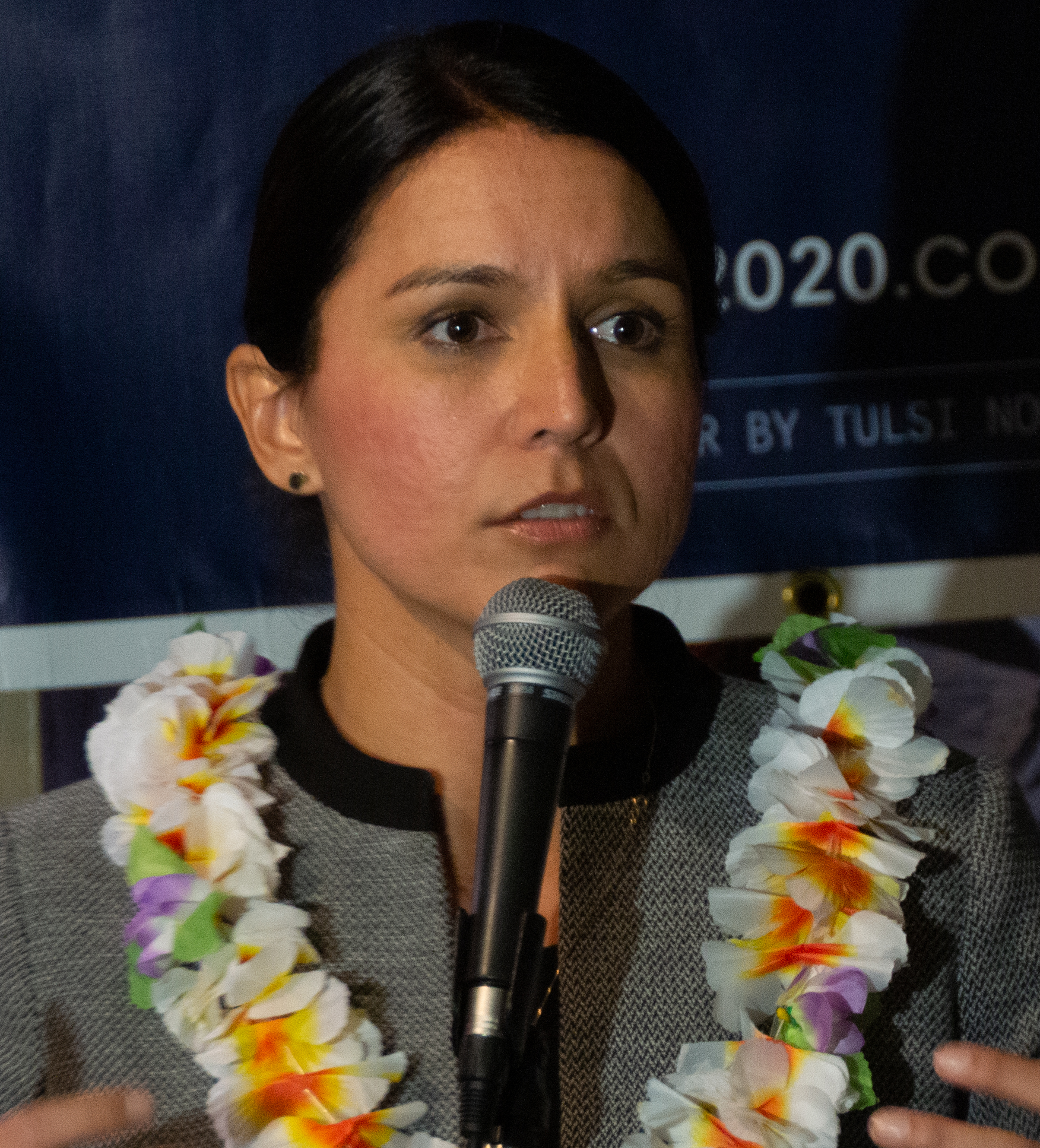
کمپین انتخاباتی گبرد در نیوهمپشایر۲۰۱۹

کمپین ریاست‌جمهوری تولسی گابارد، ۲۰۲۰ (انگلیسی: Tulsi Gabbard 2020 presidential campaign) ناظر بر فعالیت‌های انتخاباتی تولسی گابارد است. وی نماینده حوزه انتخابیه دوم هاوایی در مجلس نمایندگان ایالات متحده آمریکا است که از ۱۱ ژانویه ۲۱۰۹ به‌طور رسمی به عنوان نماینده حزب دموکرات آمریکا خود را همزمان با جان دلنی و ریچارد اویدا کاندید انتخابات ریاست‌جمهوری ایالات متحده آمریکا (۲۰۲۰) کرد.

## پیشینه
گابارد شخصیتی آینده دار در حزب دموکرات است و هنگامیکه معاون کمیته ملی حزب دموکرات (ایالات متحده آمریکا) بود برای کاندیداتوری انتخابات ریاست جمهوری ایالات متحده آمریکا (۲۰۱۶) خیز برداشت. او انتقاد خود برای کارزار مقدماتی ریاست جمهوری را که تنها شش کاندید برای انتخابات بدهند اعلام کرد. او به‌طور خاص از دبی واسرمن شولتز ریاست حزب دموکرات انتقاد کرد. او برای انتخابات مقدماتی از برنی سندرز سناتور مجلس سنای ایالات متحده آمریکا حمایت کرد.